# Viforâta (okręg Buzău)
Viforâta – wieś w Rumunii, w okręgu Buzău, w gminie Berca. W 2011 roku liczyła 43 mieszkańców. 